# Vasudevanallur
Vasudevanallur é uma Cidade no distrito de Tirunelveli, no estado indiano de Tamil Nadu.

## Geografia
Vasudevanallur está localizada a 9° 14′ N, 77° 25′ L. Tem uma altitude média de 178 metros (583 pés).

## Demografia
Segundo o censo de 2001, Vasudevanallur tinha uma população de 18,461 habitantes. Os indivíduos do sexo masculino constituem 49% da população e os do sexo feminino 51%. Vasudevanallur tem uma taxa de literacia de 62%, superior à média nacional de 59.5%: a literacia no sexo masculino é de 74% e no sexo feminino é de 51%. Em Vasudevanallur, 10% da população está abaixo dos 6 anos de idade.